# 梅圖耶河
50°20′18″N 15°55′05″E / 50.3383°N 15.9181°E

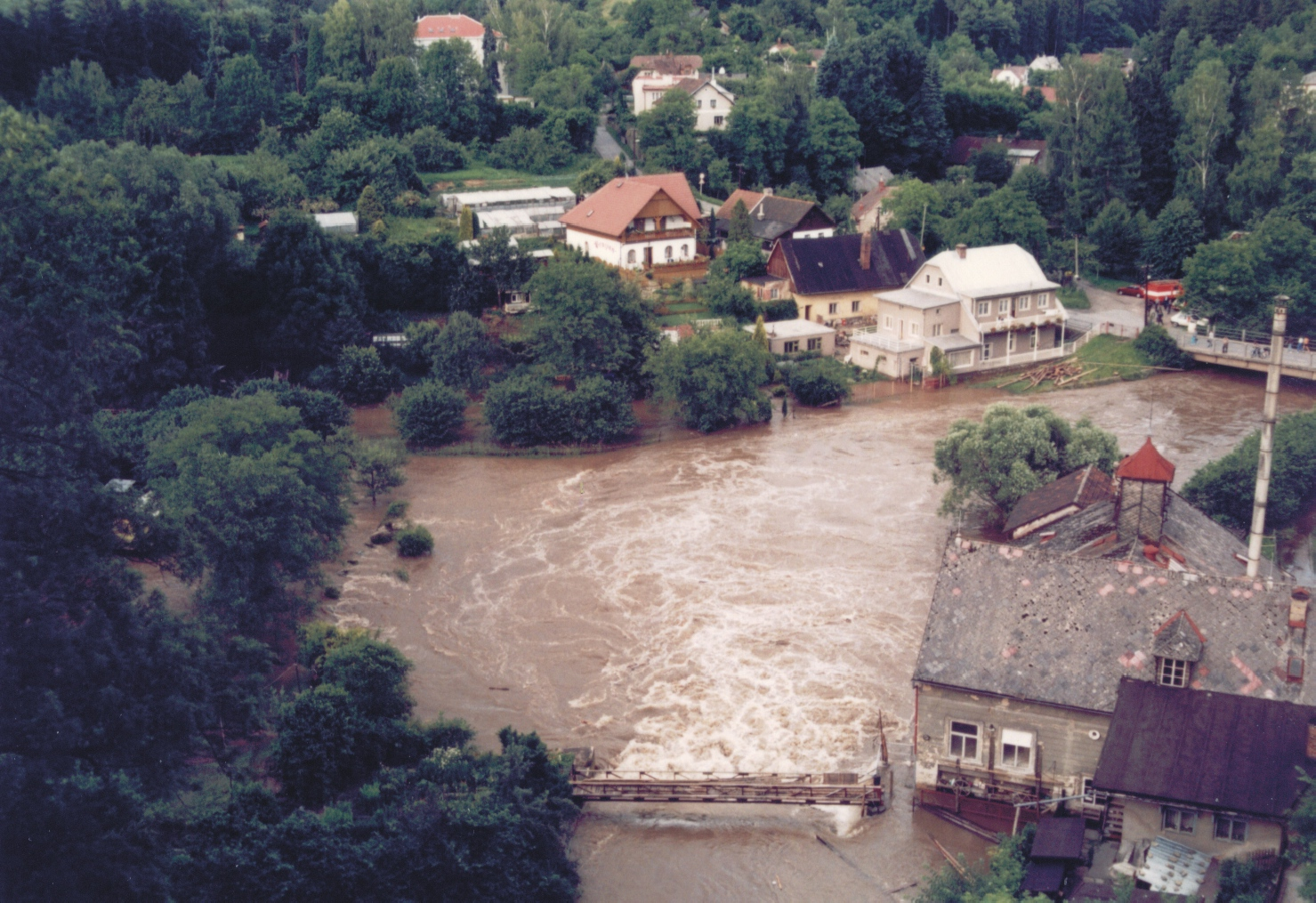

梅圖耶河是捷克的河流，位於該國東北部納霍德縣，屬於易北河的左支流，河道全長78公里，流域面積610平方公里，河口處在亞羅梅日。